# Шкала Россі-Фореля
Шкала Россі-Фореля (англ. Rossi-Forel scale) — десятибальна шкала інтенсивності землетрусів. Інтервал 7-10 балів відповідає інтервалу 6-9 балів 12-бальної шкали.
Розроблена Мішелем Стефано де Россі з Італії і Франсуа-Альфонс Форель зі Швейцарії в кінці XIX століття. Використовувалася протягом двох десятиліть до введення шкали інтенсивності Mercalli в 1902 році.